# The Very Best of Meat Loaf
The Very Best of Meat Loaf (englisch für „Das Allerbeste von Meat Loaf“) ist ein 1998 erschienenes Album, das die ersten 21 Jahre von Meat Loafs musikalischer Karriere umfasst. Obwohl das Album nicht die Top 10 der UK-Charts erreichte, erhielt es Platin und erhielt die Platin-Schallplatte in anderen Ländern bereits kurz nach Veröffentlichung.

## Inhalt
Das Doppel-Album beinhaltet alle bekannten Lieder von Meat Loaf sowie einige aus seinen weniger bekannten 1980er-Jahren-Alben.
Neben Hits wie Paradise by the Dashboard Light und I’d Do Anything for Love (But I Won’t Do That) enthält diese CD drei neue Titel. Zwei von ihnen wurden von Andrew Lloyd Webber und Jim Steinman geschrieben und von ihrem Musical Whistle Down the Wind adaptiert. Der dritte neue Titel Is Nothing Sacred wurde von Steinman und Texter Don Black geschrieben. Die Singleversion dieses Liedes ist ein Duett mit Patti Russo, die Albumversion hingegen singt Meat Loaf alleine. Die Singleversion erschien später auf der CD VH1: Storytellers.
Bat out of Hell ist mit 5 Liedern, Bat out of Hell II: Back Into Hell mit 4 Liedern vertreten, während keine Single aus dem Album Blind Before I Stop vertreten ist, was von einigen kritisiert wurde.

## Titelliste
CD 1:
1. Home by Now / No Matter What – 8:25 (Andrew Lloyd Webber / Jim Steinman)
2. Life Is a Lemon and I Want My Money Back (Remix) – 8:07 (Steinman)
3. You Took the Words Right out of My Mouth (Hot Summer Night) – 5:04 (Steinman)
4. Two out of Three Ain't Bad – 5:23 (Steinman)
5. Modern Girl – 4:24 (Paul Jacobs / Sarah Durkee)
6. Rock and Roll Dreams Come Through – 5:41 (Steinman)
7. Is Nothing Sacred – 6:37 (Steinman / Don Black)
8. Paradise by the Dashboard Light – 8:28 (Steinman)
9. Heaven Can Wait – 4:36 (Steinman)

CD 2:
1. I’d Do Anything for Love (But I Won’t Do That) – 11:52 (Steinman)
2. A Kiss Is a Terrible Thing to Waste feat. Bonnie Tyler – 7:37 (Webber / Steinman)
3. I'd Lie for You (And That's the Truth) feat. Patti Russo – 6:48 (Diane Warren)
4. Not a Dry Eye in the House – 5:54 (Warren)
5. Nocturnal Pleasure – 0:38 (Steinman)
6. Dead Ringer for Love – 4:21 (Steinman) Duett mit Cher
7. Midnight at the Lost and Found – 3:36 (Meat Loaf / Steve Buslowe / Paul Christie / Dan Peyronel)
8. Objects in the Rear View Mirror May Appear Closer Than They Are – 9:45 (Steinman)
9. Bat out of Hell – 9:48 (Steinman)
10. I’d Do Anything for Love (But I Won’t Do That) (live) (Japan-Bonus-Track) – 12:58 (Steinman)